# Frédéric Jules de Rabours
Frédéric Jules de Rabours (Genève, 15 oktober 1879 - aldaar, 27 juni 1929) was een Zwitsers advocaat en politicus voor de Vrijzinnig-Democratische Partij (FDP/PRD) uit het kanton Genève.

## Biografie

### Afkomst en opleiding
Frédéric Jules de Rabours was een zoon van Jules de Rabours, die wisselagent was, en van Pauline Caroline Hentsch. Hij studeerde rechten aan de Universiteit van Bern en de Universiteit van Genève. In 1901 behaalde hij zijn diploma.

### Carrière
Van 1901 tot 1929 was de Rabours actief als advocaat. In 1928 werd hij politiek directeur van de Journal de Genève. In 1908 was hij lid van de constituante van de nationale Kerk. In 1903 werd hij lid van de Vrijzinnig-Democratische Partij. Tussen 1913 en 1929 zetelde hij in de Grote Raad van Genève. Van 3 december 1917 tot zijn overlijden op 27 juni 1929 was hij tevens lid van de Nationale Raad.
Als francofiel speelde de Rabours in 1916 een belangrijke rol in de kolonelsaffaire. Hij bepleitte de afschaffing van de bijzondere volmachten en weigerde in te stemmen met de bedanking van generaal Ulrich Wille. Tevens verzette hij zich tegen de zogenaamde lex Häberlin over de onderdrukking van onrusten (1922). Hij was ook lid van het Internationaal comité voor draadloze telegrafie. Hij toonde een bijzondere interessen in maatschappelijke kwesties op het gebied van communicatie, vrijhandel en transport.
- Base de données des élites suisses: 62425
- Gemeinsame Normdatei: 1052412998
- Historisch woordenboek van Zwitserland: 003859
- International Standard Name Identifier: 0000 0000 8027 6621
- Zwitserse Bondsvergadering: 1869
- Virtual International Authority File: 121645206